# Sakhisizwe
Sakhisizwe est une municipalité locale située dans le district de Chris Hani, dans la province du Cap oriental, en Afrique du Sud. En 2011, sa population est de 63 582 habitants.

## Source
- (en) Cet article est partiellement ou en totalité issu de l’article de Wikipédia en anglais intitulé « Sakhisizwe Local Municipality » (voir la liste des auteurs).